# カスティーリャ・イ・レオンの乳飲み子羊

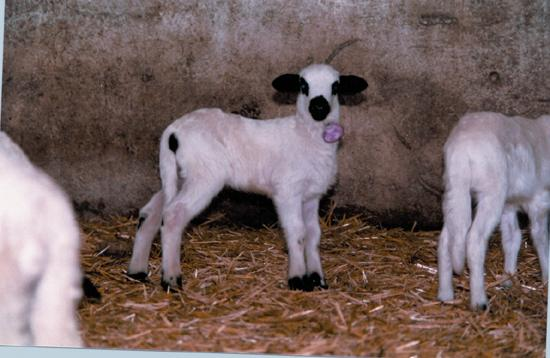
チュラ種の乳飲み子羊

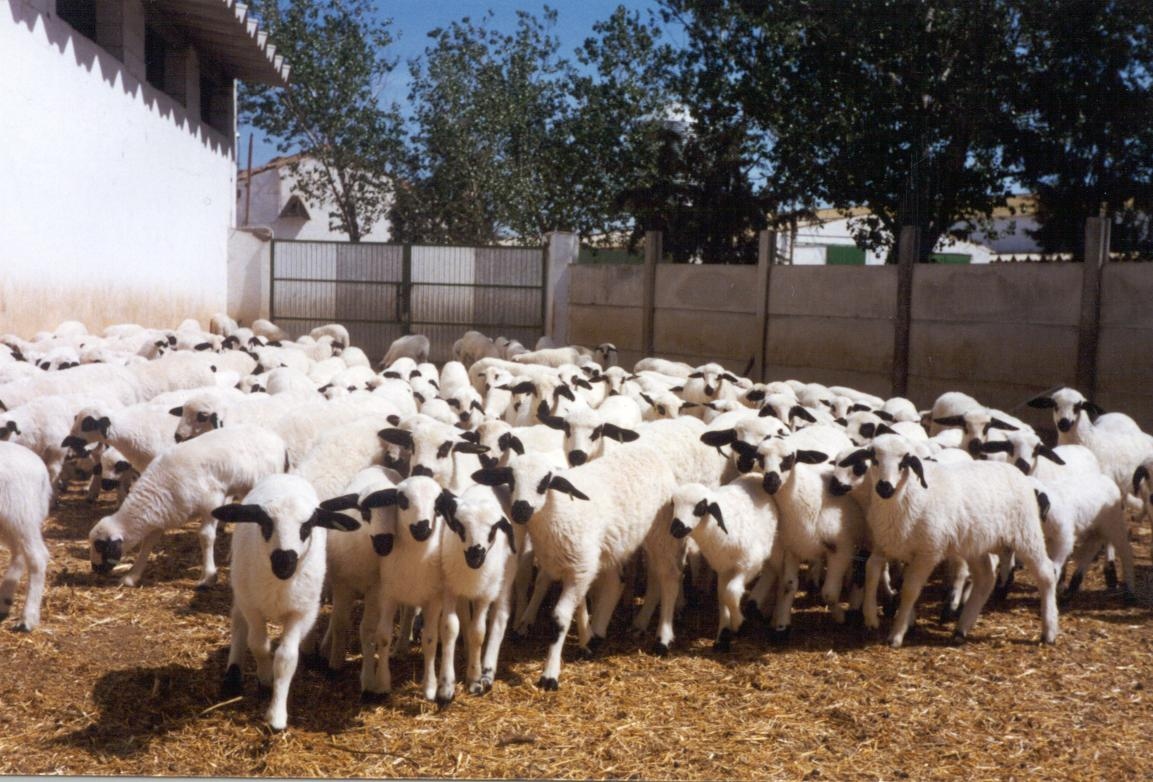
チュラ種の乳飲み子羊

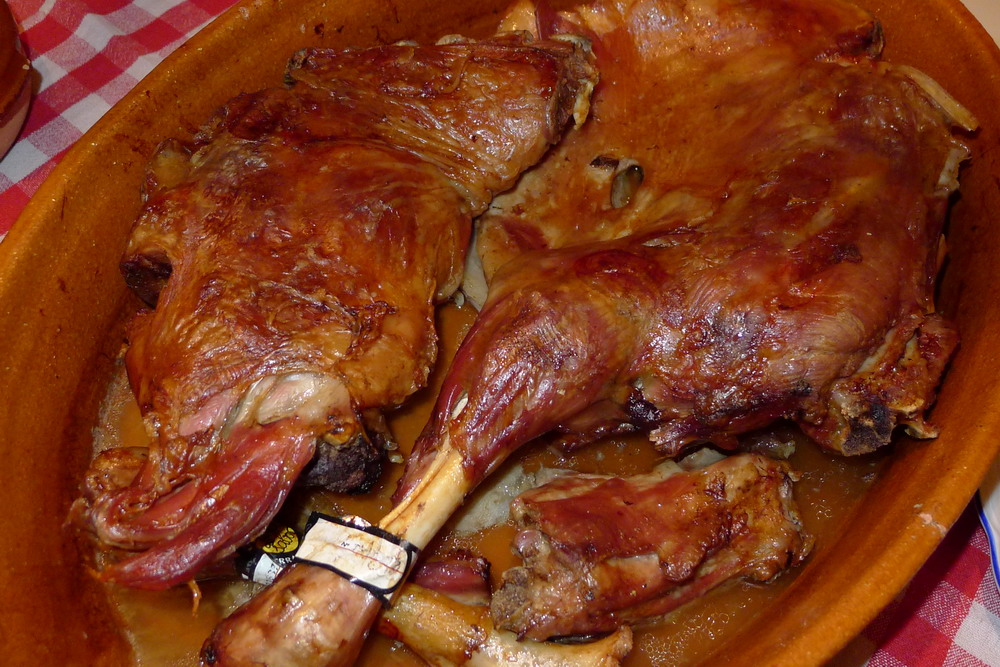
最も伝統的なレシピである乳飲み子羊のローストのキャセロール

カスティーリャ・イ・レオンの乳飲み子羊（カスティーリャ・イ・レオンのちのみこひつじ 西: Lechazo de Castilla y León）は、1997年にカスティーリャ・イ・レオン州産の子羊肉の宣伝とマーケティングのために定められた地理的表示保護（PGI）である。
カスティーリャ・イ・レオン料理では、母乳だけで育った子羊を乳飲み子羊とよび、最も伝統的な調理法としてはカスティーリャ風ロースト、子羊のローストおよび伝統的な土鍋と薪のオーブンで調理される乳飲み子羊のローストなどが挙げられる。生産地域はカスティーリャ・イ・レオン州の全ての地方行政区におよび、チュラ種、カスティーリャ種、オハラダ種の肉が含まれる。483の農場から年間167,000頭の乳飲み子羊が生産されている。
規制評議会の本部はサモラに置かれている。

## 地理的表示保護
乳飲み子羊の生体重は9kgから12kgので、生後35日以内に屠殺されなければならない。
地理的表示に含まれるためには、子羊の枝肉は次の特性を満たさなければならない。
- 頭と内臓を除いた重量が4.5kgから7kg
- 頭と内蔵込みの重量は5.5kg～8kg
- 外側の脂肪は蝋状に白くなること
- 肉の色はパールホワイトまたは淡いピンク
- 肉がとても柔らかいこと

1997年5月以降、地理的表示に関する規則が制定され、生産地域の地方自治体と地域、認定品種、屠殺と解体の地域、およびGIの技術監督者が枝肉を認定し、ロゴとラベルで識別できるようにするために枝肉が満たさなければならない要件が詳細に記載されている。
規制委員会は、羊が出産する瞬間から始まり、子羊の授乳中も継続し、食肉処理場で検査官が枝肉を分類し、ラベルと識別タグを四肢の遠位端に貼付する管理プロセスを通じて、保護する枝肉の品質を保証している。
これらの家畜の肉は白っぽいピンク色をしており、匂いは薄く、マイルドで心地よい風味がある。